# 20040 Tatsuyamatsuyama
20040 Tatsuyamatsuyama è un asteroide della fascia principale. Scoperto nel 1992, presenta un'orbita caratterizzata da un semiasse maggiore pari a 2,4455511 au e da un'eccentricità di 0,2249104, inclinata di 7,49939° rispetto all'eclittica.